# Fervaal

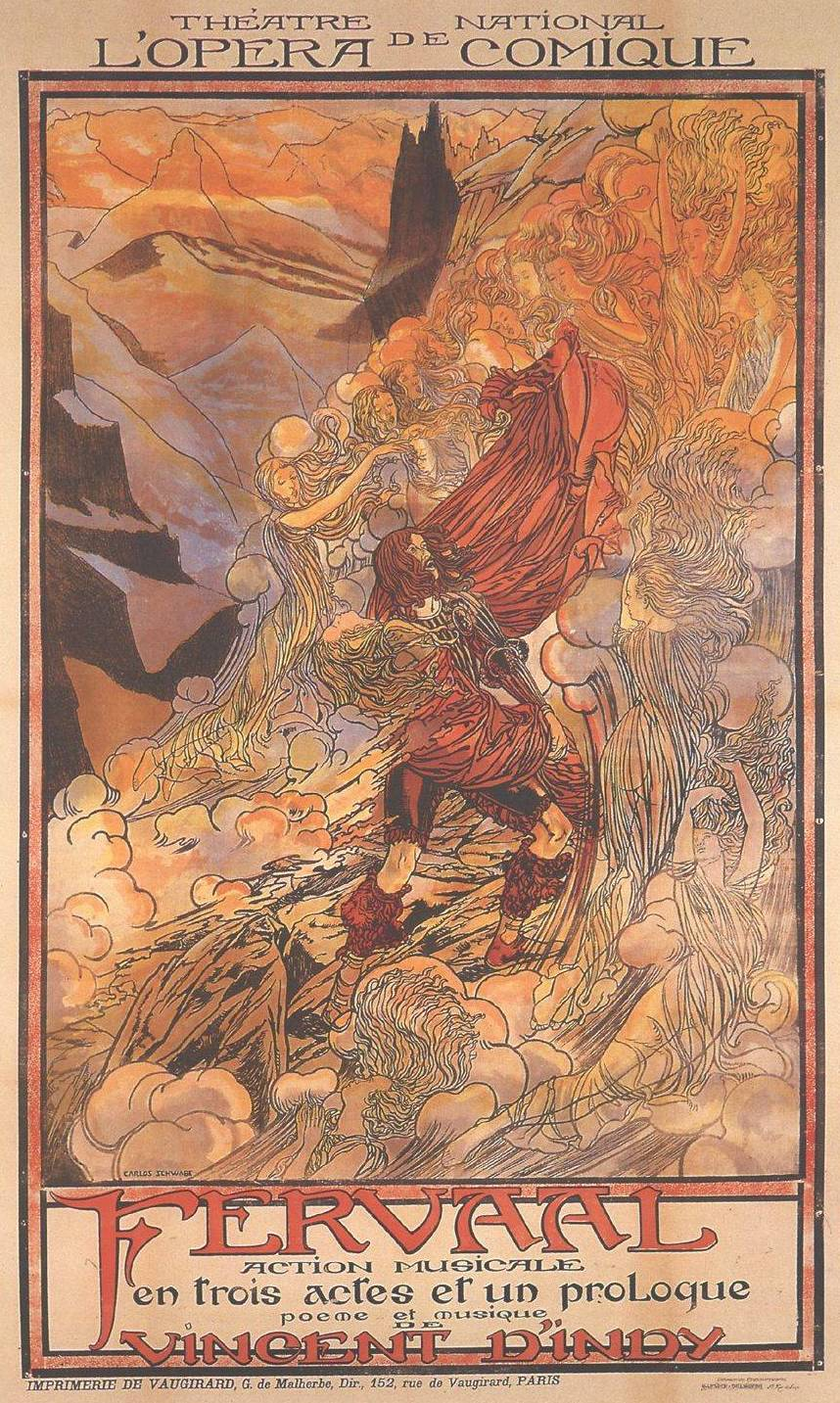
Affiche voor de eerste reeks voorstellingen in de Opéra-Comique (1898)

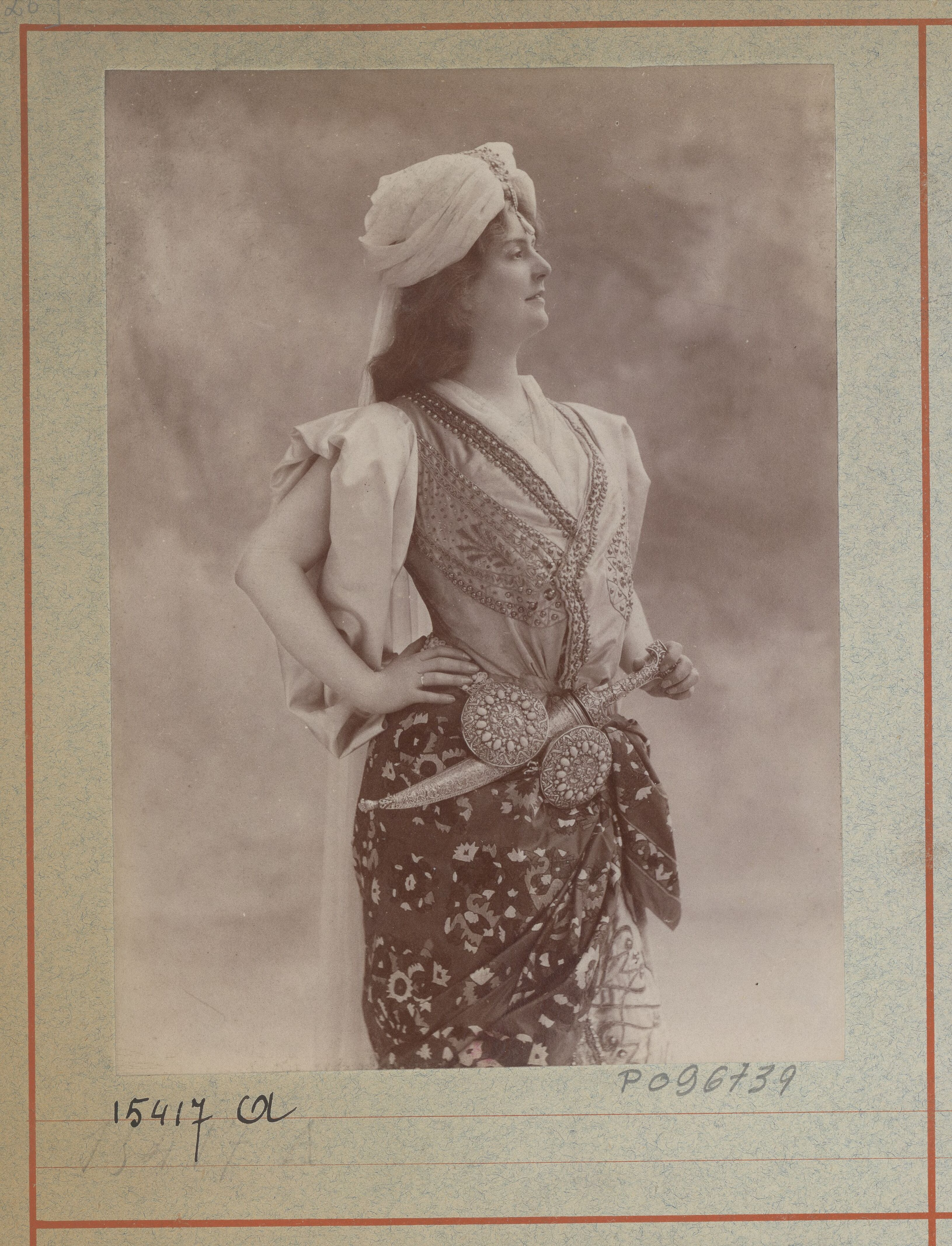
Jeanne Raunay als Guilhen (Opéra-Comique)

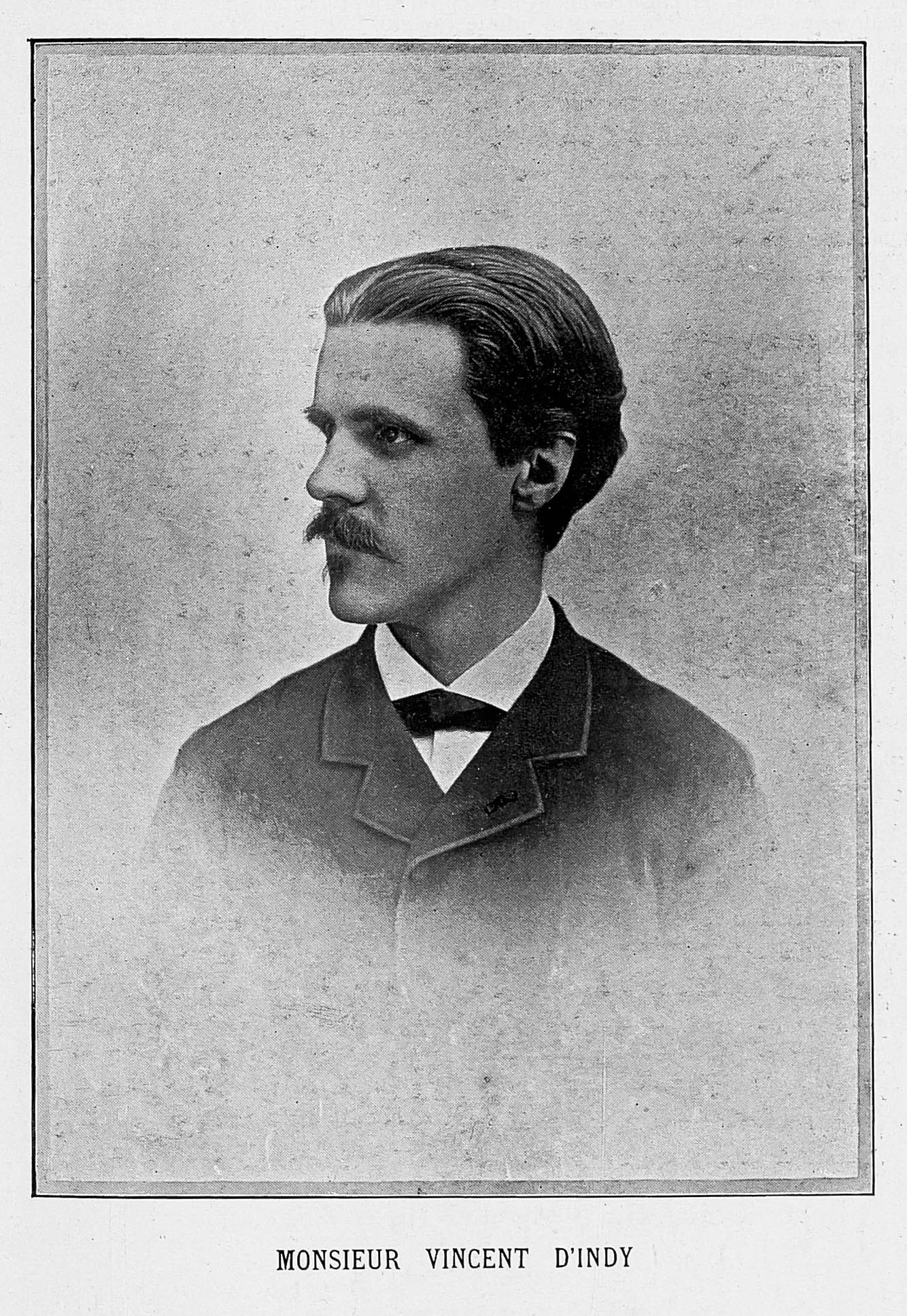
Vincent d'Indy getekend in 1895, het jaar waarin hij Fervaal voltooide

Fervaal is een opera in drie aktes en een proloog en vormt het opus 40 van de Franse componist Vincent d’Indy. Hij verzorgde zelf het libretto, dat hij deels baseerde op het lyrische gedicht Axel van de Zweedse schrijver Esaias Tegnér. D’Indy werkte van 1889 tot 1895 aan deze opera, waarvan de partituur in 1895 werd uitgegeven.

## Achtergrond
De première van Fervaal vond plaats op 12 maart 1897 in de Koninklijke Muntschouwburg te Brussel. De eerste van de dertien opvoeringen die vervolgens in de Opéra-Comique in Parijs plaatsvonden, werd op 10 mei 1898 gedirigeerd door André Messager. De cast bestond uit onder meer Jeanne Raunay en Georges Imbart de la Tour, die ook hadden deelgenomen aan de Brusselse première, samen met Gaston Beyle, Ernest Carbonne en André Gresse.
De laatste geënsceneerde uitvoering van deze opera vond plaats in 1912-1913 in de Parijse Opéra Garnier, opnieuw onder directie van Messager. Sindsdien is de opera nooit meer op het toneel opgevoerd, maar wel in concertante vorm uitgezonden door de Franse radiozender RTF in 1962. Later volgden concertante uitvoeringen door het Stadttheater in Bern (28 mei en 18 juni 2009), gedirigeerd door Srboljub Dinić, en het American Symphony Orchestra onder leiding van Leon Botstein in het Lincoln Center te New York (14 oktober 2009).
De recensies die deze opera aanvankelijk kreeg, zoals die van Maurice Ravel, beschreven de sterke invloed op Fervaal van de opera's van Richard Wagner, zoals Parsifal. Deze opera kan dan ook beschreven worden als epiek met Wagneriaanse tinten. Anya Suschitzky publiceerde in 2001 een analyse van de opera, waarin zij die beschrijft in de context van het Franse nationalisme en de invloed van Wagner op toenmalige Franse componisten. James Ross beschreef de opera in 2003 binnen de context van de toenmalige Franse politiek en het Franse nationalisme. Manuela Schwartz beschreef in 1998 de relatie tussen het verhaal Axel van Esaias Tegnér en de opera Fervaal.
Binnen de context van het religieuze thema van het paganisme tegenover het Christendom gebruikt d’Indy het oude muzikale thema van Pange lingua als muzikale representatie van de nieuwe christelijke religie die de oude paganistische religie ondermijnt.
In het orkest schrijft d'Indy saxofoons, saxhoorns, een kornet en een tamtam voor, instrumenten die in opera's zelden gebruikt worden.

## Rolverdeling
| Personage                                                             | Stemtype | Première rolverdeling, 12 maart 1897 Dirigent: Philippe Flon |
| Fervaal, Keltisch leider                                              | tenor    | Georges Imbart de la Tour                                    |
| Guilhen, Saraceense                                                   | sopraan  | Jeanne Raunay                                                |
| Arfagard, druïde                                                      | bariton  | Henri Seguin                                                 |
| Kaïto                                                                 | alt      | Eugénie Armand                                               |
| Lennsmor, priester                                                    | tenor    | Paul Isouard                                                 |
| Grymping, priester                                                    | bariton  | Hector Dufranne                                              |
| Herder                                                                |          | Julia Milcamps                                               |
| Boodschapper                                                          | bariton  | Cadio                                                        |
| Ilbert (Keltisch leider)                                              | tenor    | Dantu                                                        |
| Chennos (Keltisch leider)                                             | tenor    | Gillon                                                       |
| Ferkemnat (Keltisch leider)                                           | tenor    | Victor Caisso                                                |
| Gwelkingubar (Keltisch leider)                                        | bas      | Henri Artus Blancard                                         |
| Berddret (Keltisch leider)                                            | bas      | Delamarre                                                    |
| Helwrig (Keltisch leider)                                             | bas      | Charles Danlée                                               |
| Geywhir (Keltisch leider)                                             | bas      | Van Acker                                                    |
| Buduann (Keltisch leider)                                             | bas      | Roulet                                                       |
| Penwald (Keltisch leider)                                             | bas      | Verheyden                                                    |
| Edwig (Keltisch leider)                                               | tenor    | Luc Disy                                                     |
| Moussah                                                               | tenor    | Luc Disy                                                     |
| Boeren, Saracenen, Priesters en Priesteressen, Barden, Krijgers, Stem |          |                                                              |

## Instrumentatie
- Houtblazers: 4 fluiten (derde en vierde zijn verdubbelde piccolo's), 2 hobo's, Engelse hoorn, 3 klarinetten (derde verdubbeld door basklarinet), basklarinet (verdubbeling contrabasklarinet), 4 fagotten, 4 saxofoons (sopraansaxofoon, 2 altsaxofonen en een tenorsaxofoon)
- Koperblazers: 4 hoorns, 4 trompetten, 8 saxhoorns (2 sopranino's in es, 2 sopranen in bes, 2 alten in es, 2 baritons in bes), 4 trombones, tuba, kornet
- Slagwerk: pauken, grote trom, triangel, bekkens, tamtam, 2 kleine gongs
- Snaarinstumenten: 2 harpen, 1ste violen, 2de violen, altviool, cello's, contrabassen

## Synopsis
Proloog
Saraceense bandieten vallen de Galliërs Fervaal en Erfadard aan, die zij gewond achterlaten. De tovenares Guilhen, dochter van de Saraceense emir, redt de twee mannen van de dood. Zij wordt op slag verliefd op Fervaal en biedt aan hem te genezen. Tijdens het einde van de proloog wordt Fervaal naar het paleis van Guilhen gebracht.
Acte 1
Arfagard vertelt Fervaal over diens achtergrond en opvoeding. De jonge man is de zoon van een Keltische koning van het land Cravann en is voorbestemd om de laatste verdediger van de oude goden (de Nuées) te zijn. Het is Fervaals opdracht om zijn thuisland te behoeden voor invasies en plunderingen. Hij moet de liefde afzweren om deze taak te kunnen volbrengen, maar als Guilhen weer ten tonele verschijnt blijkt de liefde tussen haar en Fervaal wederzijds. Arfagard eist dat Fervaal de tovenares verlaat om zijn missie te volbrengen. Als ze alleen is achtergelaten roept Guilhen een bende Saracenen aan om haar te wreken door Cravann binnen te vallen.
Acte 2
Arfagard en Fervaal zijn teruggekeerd naar Cravann. In de bergen raadplegen zij de godin Kaito, die hun deze profetie brengt:

"Si le Serment est violé, si la Loi antique est brisée, si l'Amour règne sur le monde, le cycle d'Esus est fermé.

Seule la Mort, l'injurieuse Mort, appellera la Vie. La nouvelle Vie naîtra de la Mort".

"Indien de eed is verbroken, indien de aloude wet is overtreden, indien liefde de wereld beheerst, dan wordt de cyclus van Esus gesloten.

Enkel de dood, de verderfelijke dood, kan leven voortbrengen. Uit de dood zal nieuw leven geboren worden".

Arfagard begrijpt de betekenis van deze voorspelling niet. Fervaal gelooft echter dat de schending uit de profetie slaat op zijn eigen eedbreuk tegenover de liefde, en dat een verlossende dood zijn einde zal vormen. Arfagard stelt vervolgens Fervaal voor aan de leiders van Cravann, die hem begroeten als hun nieuwe bevelhebber (Brenn). Fervaal voorspelt hen dat hij zal falen als leider en dus ook als redder van zijn land, maar hij gelooft wel dat hij zijn verlossende dood zal kunnen vinden als militair aanvoerder. Fervaal tracht deze situatie uit te leggen aan Arfagard, die hierdoor bevreesd raakt voor de toekomst van zijn volk.
Acte 3
Het leger van Cravann heeft de strijd verloren. Fervaal heeft het conflict overleefd, hoewel hij wenste te sterven tijdens het gevecht. Vervolgens vraagt hij aan Arfagard om hem te doden als offer, om zo zijn plicht te vervullen. Als Guilhen opnieuw ten tonele verschijnt, ontwaakt Fervaals liefde weer voor haar weerwaakt en bedenkt hij zich. Daarop tracht Arfagard hem te vermoorden, maar Fervaal steekt hem neer. Samen met Guilhen verlaat hij het strijdveld en ze klimmen de bergen in, maar uitgeput door de tocht sterft Guilhen in Fervaals armen. Hij treurt om de dood van Guilhen en Arfagard, waarna hij het koor de melodie Pange, lingua hoort zingen. Hij draagt het lijk van Guilhen tot op de top van de berg, waar het besef doordringt dat de heerschappij van de nieuwe god onvermijdelijk is. Als hij het toneel verlaat komt de zon op waardoor de wereld in hemels licht baadt.

## Opnamen
Commerciële opnamen van Fervaal zijn nooit gemaakt. Wel werd een volledige productie op 22 maart 1962 opgenomen door de Franse radio en op 29 oktober van dat jaar uitgezonden. Deze historische opname, de enige complete, werd in 2015 op cd uitgebracht door het platenlabel Malibran (MR771). De cast: Jean Mollien (Fervaal); Micheline Grancher (Guilhen); Pierre Germain (Arfagard); Janine Capderou (de godin Kaïto); Jean Michel (Edwig); Joseph Peyron (Chennos); Christos Grigoriou (Geywihr); Gustave Wion (Berddret); Lucien Lovano (Helwrig); koor en orkest van de ORTF; Pierre-Michel Le Conte, dirigent.
In 2004 zond BBC Radio 3 een eigen opname uit van de derde acte van Fervaal als onderdeel van het programma Composer of the Week, met in de hoofdrollen Stuart Kale (Fervaal), Christine Rice (Guilhen) en David Kempster (Arfagard). Het BBC National Chorus & Orchestra of Wales werden geleid door Jean-Yves Ossonce. Deze BBC-opname is niet op cd uitgebracht.
Alleen de Prélude tot de eerste acte is een aantal keren opgenomen:
- het Brusselse Conservatoriumorkest onder leiding van Désiré Defauw[15]
- het Orchestre Lamoureux onder leiding van Albert Wolff, 1930
- het San Francisco Symphony onder leiding van Pierre Monteux, opgenomen op 27 januari 1945, San Francisco
- het Orchestre de la Société des Concerts du Conservatoire onder leiding van Charles Munch, opgenomen op 4 oktober 1947, Kingsway Hall, Londen
- het Westminster Symphony Orchestra of London onder leiding van Anatole Fistoulari, opgenomen in 1953
- het Columbia Symphony Orchestra onder leiding van Thomas Schippers
- het IJslands Symfonieorkest onder leiding van Rumon Gamba; dit orkest nam ook de Prélude tot de derde acte op.